# Micrathena fidelis
Micrathena fidelis là một loài nhện trong họ Araneidae.
Loài này thuộc chi Micrathena. Micrathena fidelis được Richard C. Banks miêu tả năm 1909.